# アルレット・ラギエ

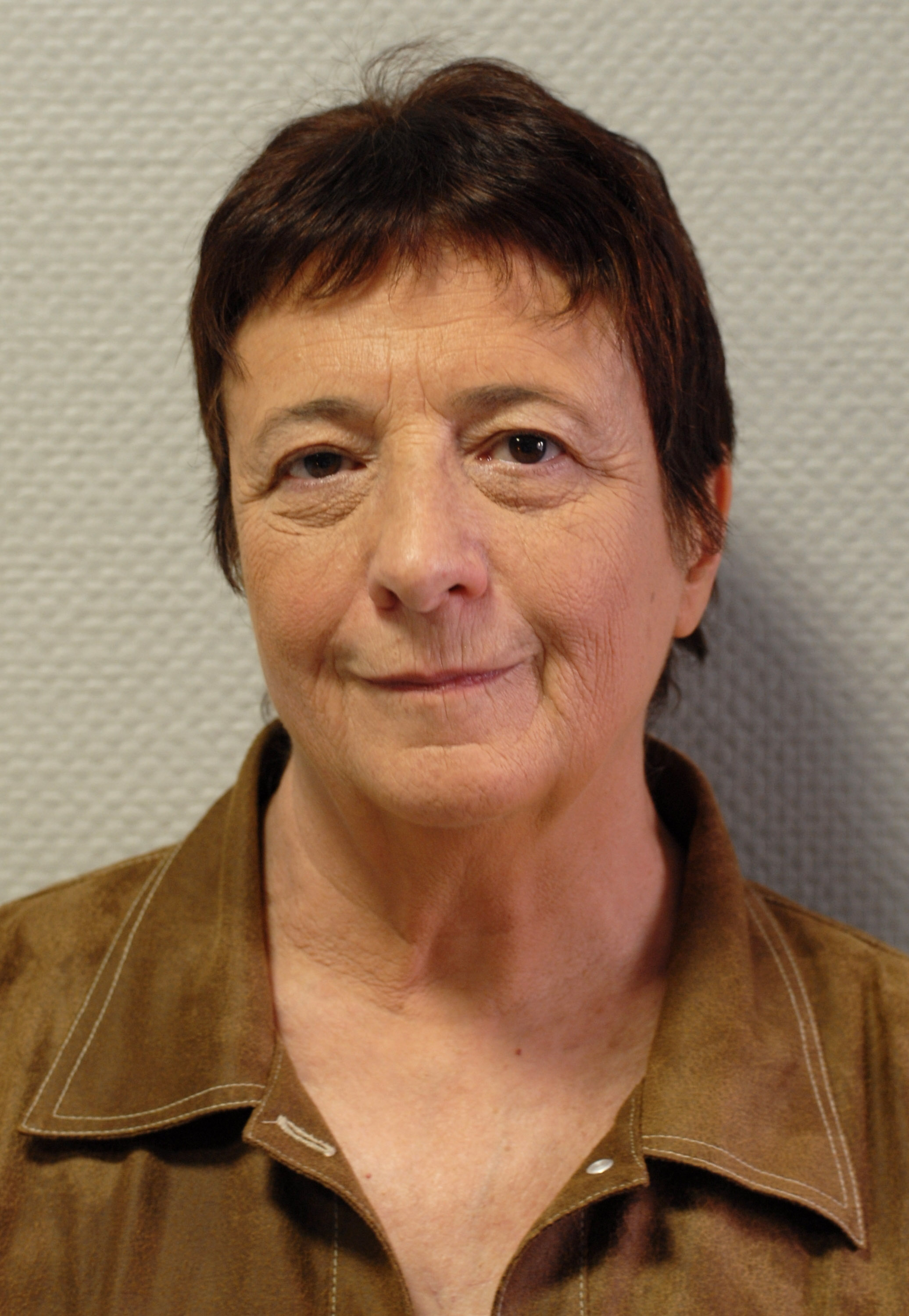
アルレット・ラギエ（2007年4月撮影）

アルレット・イヴォンヌ・ラギエ（Arlette Yvonne Laguiller、1940年3月18日 - ）は、フランスの元銀行員、社会運動家、政治家。トロツキスト。
1973年からフランスのトロツキスト政党、労働者の闘争（労働者の闘い）のスポークスマンで、1974年フランス大統領選挙以来6回大統領選挙に立候補した万年候補であり、党首職のない同党における実質的な党首と見なされる。多くのフランス人からは、プロレタリア独裁による共産主義革命を公約にしていることで知られる。
パリ郊外セーヌ＝サン＝ドニ県レ＝リラの出身。労働者の闘争には1968年に入党している。フランスの最大手銀行クレディ・リヨネで銀行員として勤務していたが、1974年行内でストライキが起こった際、ストの指導者となる。
上述の通り、1974年フランス大統領選挙に立候補する。以来、1981年、1988年、1995年、2002年及び2007年の各大統領選挙に連続6回立候補し、万年候補、常連候補の感が強かった。特に2002年の選挙では、フランス共産党から立候補したロベール・ユーを上回る5.72%の票を獲得した。2007年の選挙では48万7857票（1.33%）で12人中9位に終わった。1999年欧州議会議員選挙で初当選し、欧州議会議員を1期務めた。

## 各大統領選の記録
- 1974年選挙 :2.33%(595,247票)
- 1981年選挙 :2.30%(668,057票)
- 1988年選挙 :1.99%(606,201票)
- 1995年選挙 :5.30%(1,615,653票)
- 2002年選挙 :5.72%(1,630,244票)
- 2007年選挙 :1.33%(487,857票)